# Jean-Paul Desbiens
Pour les articles homonymes, voir Desbiens et Untel.
Jean-Paul Desbiens (7 mars 1927 - 23 juillet 2006), plus connu sous le pseudonyme de Frère Untel, est un écrivain, enseignant, philosophe et religieux québécois.

## Biographie
Jean-Paul Desbiens naît à Métabetchouan, au Lac Saint-Jean en 1927. Son père, Adélard Desbiens, est bûcheron dans les chantiers. Sa mère Alberta (née Bouchard) est native de Boston, Massachusetts de parents émigrés à la fin des années 1880. Ce grand-père Alfred Bouchard qui dut quitter Hébertville est en outre le frère cadet de Sixte Bouchard, arrière-grand-père de Lucien Bouchard. 
Desbiens devient Frère mariste en 1944, prenant le nom de frère Pierre-Jérôme. Il est diplômé en philosophie de l’Université Laval, obtenant sa licence en 1958.  Il enseigne à l'Académie Commerciale de Chicoutimi et au Collège d'Alma.

### Les Insolences du Frère Untel
Les Insolences apparaissent d'abord sous la forme d'une série de lettres publiées dans le quotidien Le Devoir et signées sous le pseudonyme du Frère UnTel, à partir du 3 novembre 1959. Jacques Hebert écrit à Desbiens le 18 juillet 1960 pour lui proposer de les publier dans un livre au prix plancher de $1 pour en favoriser la diffusion.
En 1988, dans une édition annotée, Jean-Paul Desbiens explique pourquoi il a dédicacé le livre à Michel Golaneck « en témoignage d'amitié » et à André Laurendeau en « témoignage de reconnaissance ».
Le lancement du livre  Les Insolences du Frère Untel a lieu de 6 septembre 1960   chez Les Éditions de l'Homme. Dans ce livre il déplore la qualité de la langue parlée et écrite au Québec, qu’il appelle joual, un mot répandu par le journaliste André Laurendeau. Il en dit qu'il s'agit d'« une langue désossée parlée par une race servile ». Il s'en prend au système d'enseignement et à l'inculture des enseignants . Cet ouvrage d'à peine 150 pages marque la société québécoise, devient l'un des premiers best-sellers québécois avec un tirage de 100 000 exemplaires et est republié plusieurs fois.  Paul Gérin-Lajoie, premier titulaire du ministère de l’Éducation du Québec, fait remarquer que l'essai « enterrait le département de l'Instruction publique contrôlé par le clergé et remettait en cause tout le système scolaire de l'époque ». Il est considéré comme l'un des éléments déclencheurs de la Révolution tranquille.
Ayant soulevé l'ire de la congrégation des Frères maristes par ses propos, Jean-Paul Desbiens ne peut participer au lancement de son livre. Il sera représenté par un confrère, le frère Sylvio-Alfred (Jean-Paul Bussières). Par la suite, il accepte l'offre qui lui est faite de poursuivre ses études outre-mer, départ considéré plus ou moins comme un exil,. Jacques Godbout, qui le reçoit chez lui à cette époque, dit cependant dans son autobiographie qu'« il se révèle sympathique mais beaucoup plus conservateur que son livre ne le laisse entendre ». 

### Pédagogie et journalisme
Pendant les années 1960, il obtient son doctorat en philosophie à Fribourg et séjourne un an à Rome. Lors de son retour au Québec en 1964, Paul Gérin-Lajoie, nouveau ministre, désire qu'il devienne son conseiller.  Deux ans plus tard, il lui confie la tâche de préparer la mission des CÉGEPs pour le niveau collégial post-secondaire.
Il sera l’éditorialiste en chef du journal La Presse de 1970 à 1972, où ses opinions tranchées auront droit de cité ; le journaliste Laurent Laplante considère que cet épisode fait partie de la « période noire » du journal tant ses opinions fédéralistes étaient sans nuance. Il est élu provincial de sa congrégation religieuse en 1978. Il travaille plus tard pour le Campus Notre-Dame-de-Foy (situé à Saint-Augustin-de-Desmaures près de Québec), une institution d'enseignement de niveau collégial et de niveau secondaire professionnel dont il a été le directeur général à deux reprises, et pour Radio-Canada.
Desbiens s’est remis à écrire à la fin des années 1980, publiant d’autres essais personnels et autobiographiques. Les derniers tomes de son journal, Comme un veilleur et Dernière escale, furent publiés chez Septentrion respectivement en 2004 et en 2006.
Atteint d'un cancer du poumon en phase terminale, il meurt à Château-Richer, près de Québec, le 23 juillet 2006 à l'âge de 79 ans, d'une broncho-pneumonie. Il a passé la majorité de sa vie dans la région de Québec et fut inhumé dans le lot des frères Maristes de Desbiens au Saguenay-Lac-Saint-Jean.
Le fonds d'archives de Jean-Paul Desbiens est conservé au centre d'archives de Québec de Bibliothèque et Archives nationales du Québec.

## Ouvrages publiés
- 1950 : Je vous salue Marie
- 1953 : La Réponse de Pierre
- 1960 : Les Insolences du Frère Untel
- 1965 : Sous le soleil de la pitié
- 1966 : La psychologie de l'intelligence chez Jean Piaget : présentation sommaire et remarques critiques, Québec, PUL, 1966.
- 1968 : Introduction à un examen philosophique de la psychologie de l'intelligence chez Jean Piaget, Québec, PUL/Fribourg, Éd. univ., 1968.

- 1983 : Appartenance et liberté
- 1986 : L'Actuel et l'actualité
- 1989 : Se dire, c'est tout dire, Montréal : Les Éditions L’Analyste, 1989
- 1989 : Le Monopole public de l'éducation
- 1991 : Jérusalem, terra dolorosa
- 1983-1992 : Journal d'un homme farouche
- 1993 : Comment peut-on être autochtone ?
- 1996 : Les Années novembre
- 1998 : À l'heure qu'il est
- 2001 : Correspondance avec Jean-Paul Desbiens

## Prix et distinctions
- 1961 : Le Prix de la liberté de Cité libre et Liberté.
- 1983 : Doctorat d'honneur de l'Université du Québec à Chicoutimi
- 1987 : Doctorat d'honneur de l’Université de Sherbrooke, Docteur en éducation
- 1988 :  Chevalier de l'Ordre national du Québec[11]
- 2004 : Doctorat honorifique en philosophie de l'UQAM
- 2005 :  Officier de l'Ordre du Canada[12]
- Ordre du mérite de la Société Saint-Jean-Baptiste du Québec

## Citations
- « C'est à la hache que je travaille. Remarquez que je n'aime pas ça. Je suis plutôt délicat par tempérament, aimant les morts, le fromage d'Oka et le café-brandy. Mais enfin, le temps n'est pas aux nuances, au pays de Québec. [...] Si un homme est en train de dormir dans sa maison en feu, on ne le réveille pas au son de la petite sérénade nocturne de Mozart. On lui hurle de se réveiller, et s'il dort trop dur, on le taloche aller-retour. »
- « Quand on a renoncé aux libertés fondamentales, comme il semble que la jeunesse a fait, en pratique, sinon  en théorie (le mot liberté est toujours bien porté), on renonce facilement à la syntaxe. Et les apôtres de la démocratie, comme les apôtres du bon langage, font figure de doux maniaques. Nos gens n'admirent que machines et technique; ils ne sont impressionnés que par l'argent et le cossu; les grâces de la syntaxe ne les atteignent pas. [...] C'est toute la société canadienne-française qui abandonne. C'est nos commerçants qui affichent des raisons sociales anglaises. Et voyez les panneaux-réclame tout le long de nos routes. Nous sommes une race servile. Nous avons eu les reins cassés, il y a deux siècles, et ça paraît. »
- « On est amené ainsi au cœur du problème, qui est un problème de civilisation. Nos élèves parlent joual parce qu'ils pensent joual, et ils pensent joual parce qu'ils vivent joual, comme tout le monde par ici. Vivre joual c’est Rock’n Roll et hot-dog party et balade en auto, etc. C’est toute notre civilisation qui est jouale. On ne réglera rien en agissant au niveau du langage lui-même (concours, campagnes de bon parler français, congrès, etc.). C’est au niveau de la civilisation qu’il faut agir. »
- «  La langue est un bien commun, et c'est à l'État comme tel de la protéger. L'État protège les orignaux, les perdrix et les truites. On a même prétendu qu'il protégeait les grues. L'État protège les parcs nationaux, et il fait bien : ce sont là des biens communs. La langue aussi est un bien commun, et l'État devrait la protéger avec autant de rigueur. Une expression vaut bien un orignal, un mot vaut bien une truite. »
- « C'est dimanche matin. Il fait beau et chaud. Il y a dans l'air quelque chose de calme et d'immobile. C'est toujours calme dans ce bout du monde où je suis ; ça l'est différemment le dimanche matin. Je relis la description de Joseph Malègue dans Augustin : « Le plus beau jour y était dimanche. Augustin le sentait, à maint indice, venir dès le samedi soir. Ce jour-là, la grosse Catherine nettoyait les carreaux du vestibule et les fenêtres de la salle à manger ; elle passait au tripoli les boutons de la porte ; elle n'oubliait pas la bouilloire ni les robinets. Toute la maison prenait un aspect lavé de frais, renouvelé. (…) Souvent, pour mieux assurer cette transgression du dimanche sur le jour précédent, les cloches de la grande Abbatiale sonnaient à toute volée dès cinq heures du soir. Même quand elles se taisaient dans les hauteurs de la tour, le petit garçon qui longeait les porches, son cartable à l'épaule, la main perdue dans celle de son père, ce petit garçon-là, docile et réfléchi, ne se trompait pas sur ce silence, sur tout ce qu'il recélait pour le lendemain matin d'exaltation sonore et de domination furibonde[13]. » Je me dis : à quoi sert la beauté du monde ? Beauté du calme, beauté du texte. Il n'y a pas 100 personnes sur la planète qui ont au cœur et à l'esprit la description de Malègue. Et combien sommes-nous, Malègue ou pas, à intérioriser le calme d'un dimanche matin[14] ?»

## Sources
En plus des liens externes, on compte parmi les sources ayant permis la rédaction de cet article:
- Lemieux, Louis-Guy, Au revoir frère Untel, Journal Le Soleil, Québec, mardi 25 juillet 2006, pages 2–3.